# 范光群
范光群（1939年3月16日—），台灣新竹州新竹郡關西(今新竹縣關西鎮）人，畢業於國立台灣大學法學士，美國哥倫比亞大學法學碩士。中華民國法界出身的政治人物，曾做過臺中地方法院與臺北地方法院的法官，曾在多校授課民事訴訟法並為國立台北大學法律學院名譽教授。
范光群在家中兄弟間長幼順序的排行第九，父親為在關西被譽為「十子登科」傳奇的范朝燈，兄弟包括台灣第一位獲得醫學博士的范光宇、以及首位台裔日本法官范光遠。
范光群與王澤鑑跟賴浩敏為大學同學，范為當年入學法律系司法組第一名，王則為法學組第一名。

## 政治經歷
2000年5月20日，陳水扁宣誓就職成為中華民國總統之後，便獲聘擔任總統府國策顧問。
2001年6月14日，陳水扁政府的行政院組織客家委員會，並延攬時任總統府國策顧問的范光群擔任該委員會的主任委員。
2002年2月1日，卸下客委會主委的職務，重回總統府擔任顧問一職；並獲陳水扁總統任命為中華民國臺灣省政府主席（此時的臺灣省政府已虛級化）。
2003年，由於花蓮縣長張福興在任內病卒，於是內政部指定范光群代理花蓮縣縣長的職權。
2004年，卸下臺灣省主席的職務。

## 外部連結
- 光群小檔案
- 范光群 - 法律扶助基金會 （页面存档备份，存于）
- 名譽教授 國立台北大學法律學院 （页面存档备份，存于）

| 中華民國政府職務 | 中華民國政府職務                                            | 中華民國政府職務 |
| ---------------- | ----------------------------------------------------------- | ---------------- |
| 行政院           |                                                             |                  |
| 新成立           | 行政院客家委員會主任委員 第一任 2001年6月14日－2002年2月1日 | 繼任： 葉菊蘭    |
| 台灣省政府       |                                                             |                  |
| 前任： 張博雅    | 臺灣省政府主席 第十七任 2002年2月1日－2004年10月13日        | 繼任： 林光華    |
| 花蓮縣政府       |                                                             |                  |
| 前任： 張福興    | 花蓮縣縣長 代理 2003年5月18日－2003年8月19日                | 繼任： 謝深山    |